# أكيرا تاكارادا
أكيرا تاكارادا (اليابانية:明 田 明 تاكارادا أكيرا، 29 أبريل 1934) ممثل سينمائي ياباني هو الأكثر شهرة في الغرب لدوره في سلسلة أفلام غودزيلا.

## نشأته
ولد تاكارادا في كوريا التي تحتلها اليابان، وعاش لبعض الوقت في هاربين، الصين. عمل والده كمهندس في سكة حديد منشوريا الجنوبية. بعد الحرب، بقي في هاربين، وكان قادر على التحدث بالصينية والإنجليزية.
نتقل تاكارادا إلى اليابان مع عائلته في عام 1948. انضم إلى توهو كجزء من برنامج «الوجه الجديد» في أبريل 1953. في أول فيلم له، كان له دور صغير في فيلم The And Liberty Bell Rang ، وهو سيرة للمعلم فوكوزاوا يوكيتشي. جاءت الانطلاقة الكبرى عندما تم تصويره كغواص بحري هيديتو أوغاتا في غودزيلا (1954). أصبح ممثلًا شهيرًا في توهو لمظهره الجيد وشخصيته الجذابة والمتطورة. واصل ارتباطه بسلسلة موسرا ضد غودزيلا (1964) ، غزو أسترو-الوحش (1965) ، وفيلم غودزيلا ضد. وحش البحر (1966). عاد إلى السلسلة في عام 1992 مع فيلم غودزيلا ضد. موسرا وظهر مرة أخرى في فيلم غدزيلا: الحروب النهائية (2004). ومن أفلام توهو الأخرى ذات الخيال العلمي / المؤثرات الخاصة التي ظهرت فيها نصف بشري (1955) و الحرب الأخيرة (1961) و هجوم كينغ كونغ المضاد (1967) و خط العرض صفر (1969).

## روابط خارجية
- أكيرا تاكارادا على موقع IMDb (الإنجليزية)
- أكيرا تاكارادا على موقع ألو سيني (الفرنسية)
- أكيرا تاكارادا على موقع ميوزك برينز (الإنجليزية)
- أكيرا تاكارادا على موقع أول موفي (الإنجليزية)
- أكيرا تاكارادا على موقع قاعدة بيانات الأفلام السويدية (السويدية)
- أكيرا تاكارادا على موقع ديسكوغز (الإنجليزية)
- أكيرا تاكارادا على موقع قاعدة بيانات الفيلم (الإنجليزية)
- أكيرا تاكارادا على موقع كينوبويسك (الروسية)